# フィリップ・グッドウィン

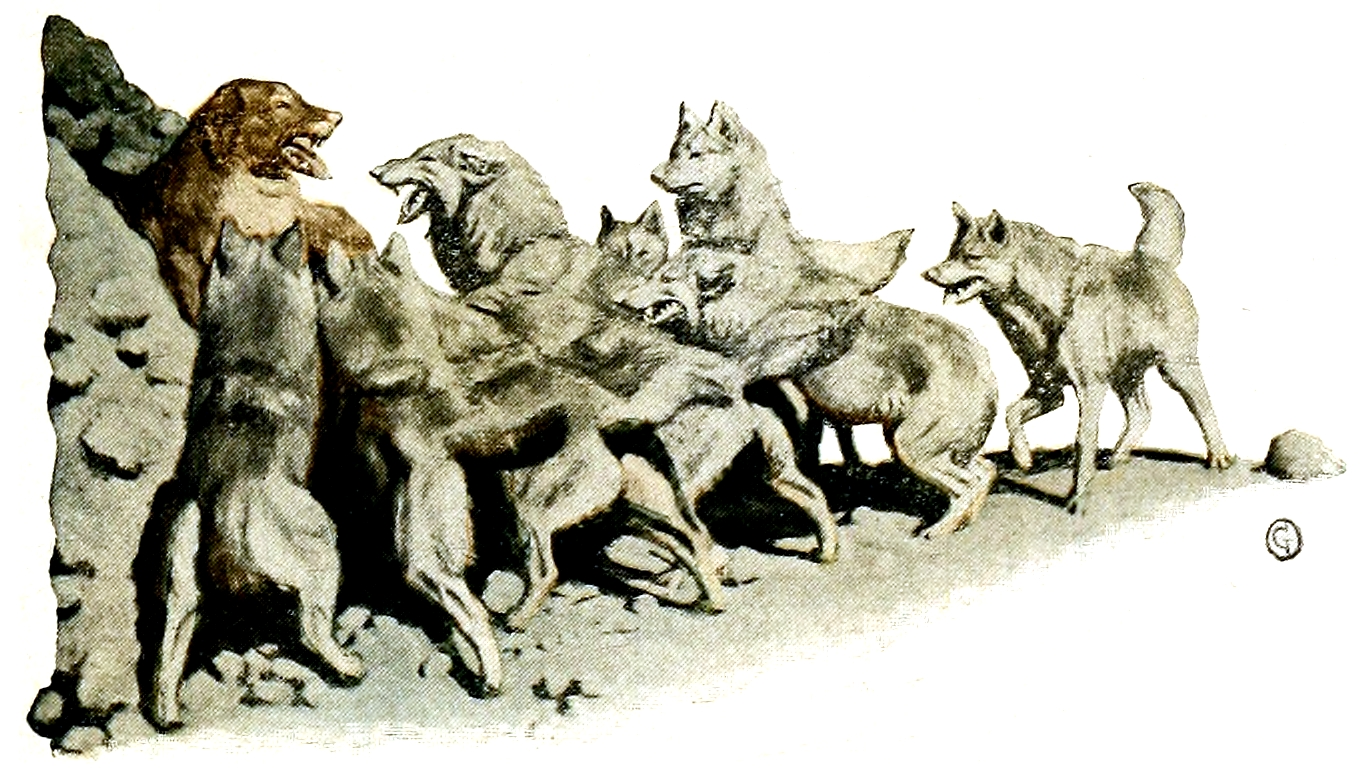
フィリップ・グッドウィン作の『野性の呼び声』の挿絵

フィリップ・グッドウィン（Philip R. Goodwin、1881年9月16日 - 1935年12月14日）はアメリカ合衆国のイラストレーターである。野生動物や狩りや釣りの情景を描いた。

## 略歴
コネチカット州のノーウィッチに生まれた。11歳で「コリアーズ・マガジン」に作品が採用された。ロードアイランド州のロードアイランド・スクール・オブ・デザインやニューヨークのアート・スチューデンツ・リーグで学んだ後、フィラデルフィアのドレクセル協会（現在のドレクセル大学）で有名なイラストレーター、ハワード・パイルに学んだ。パイルが自らの美術学校を開いた時、グッドウィンもパイルに従った。同時期にパイルに学んだ画家にはN・C・ワイエス、ソーントン・オークリーやフランク・スクーノヴァーがいる。
22歳の1903年にジャック・ロンドンの『野性の呼び声』の挿絵を描いた。1904年にニューヨークにスタジオを開いた。「Collier's Weekly」、「Outdoor Life」、「Outers' Recreation」、「Scribner's Magazine」といった雑誌に多くの挿絵を描いた。セオドア・ルーズベルト大統領の「アフリカ狩猟旅行」の挿絵も描いた。
西部のカウボーイやインディアン、風景画を描いた画家、チャールズ・マリオン・ラッセルと親しくなり、ラッセルの牧場などで過ごし、ラッセルと写生や狩り、釣りをして、お互いの絵のスタイルも影響しあった。動物画家のルンギス(Carl Rungius:1869-1959)とも狩りや野外活動を通じて友人となった。グッドウィンの友人となった人物には、狩猟好きの大統領のセオドア・ルーズベルトやコラム作家のウィル・ロジャース、動物作家のアーネスト・トンプソン・シートンもいた。カレンダーの製作や、釣り具メーカーや猟銃メーカーの広告ポスターも描いた。

## 作品

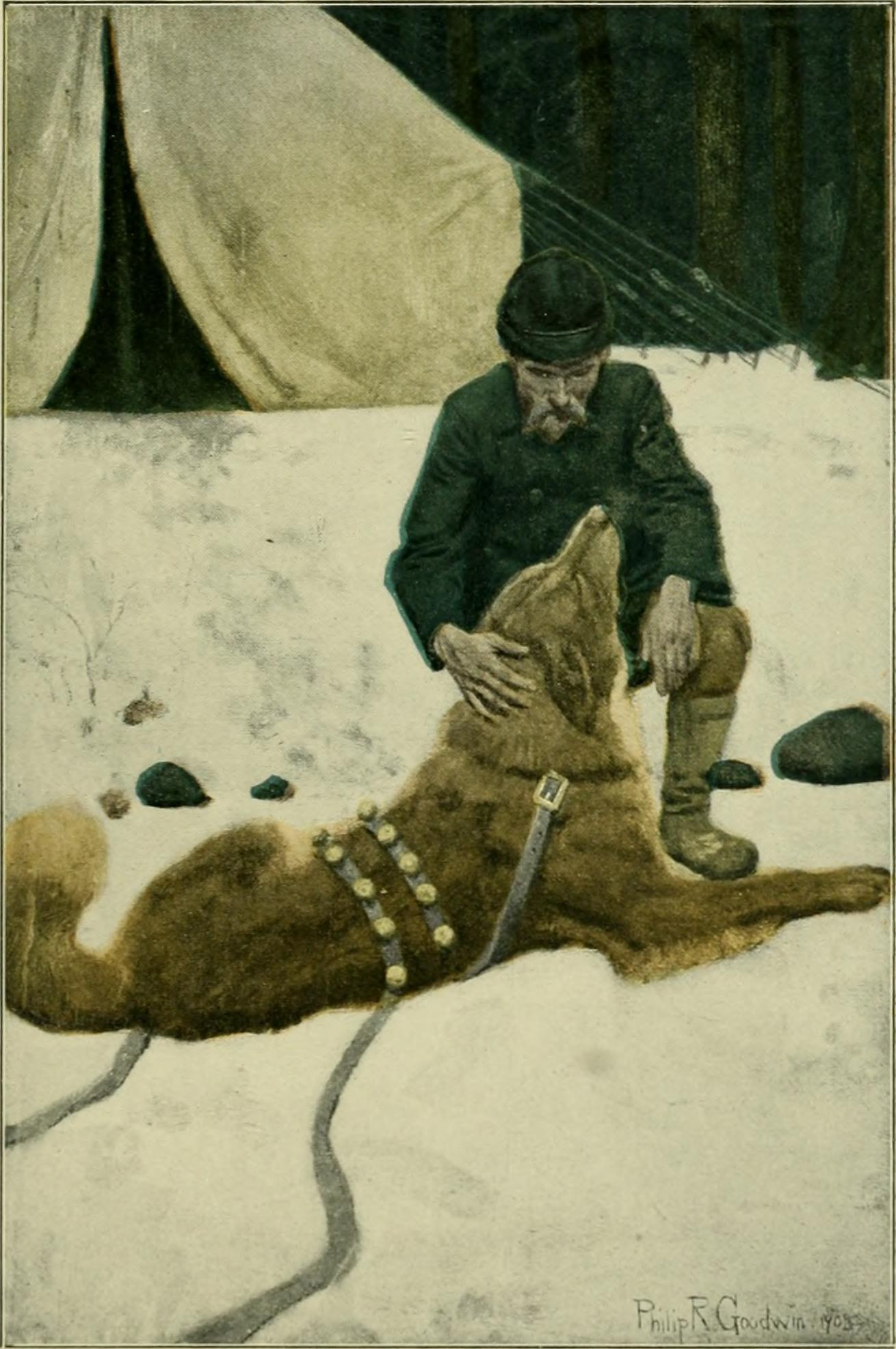
『野性の呼び声』の挿絵(1904)
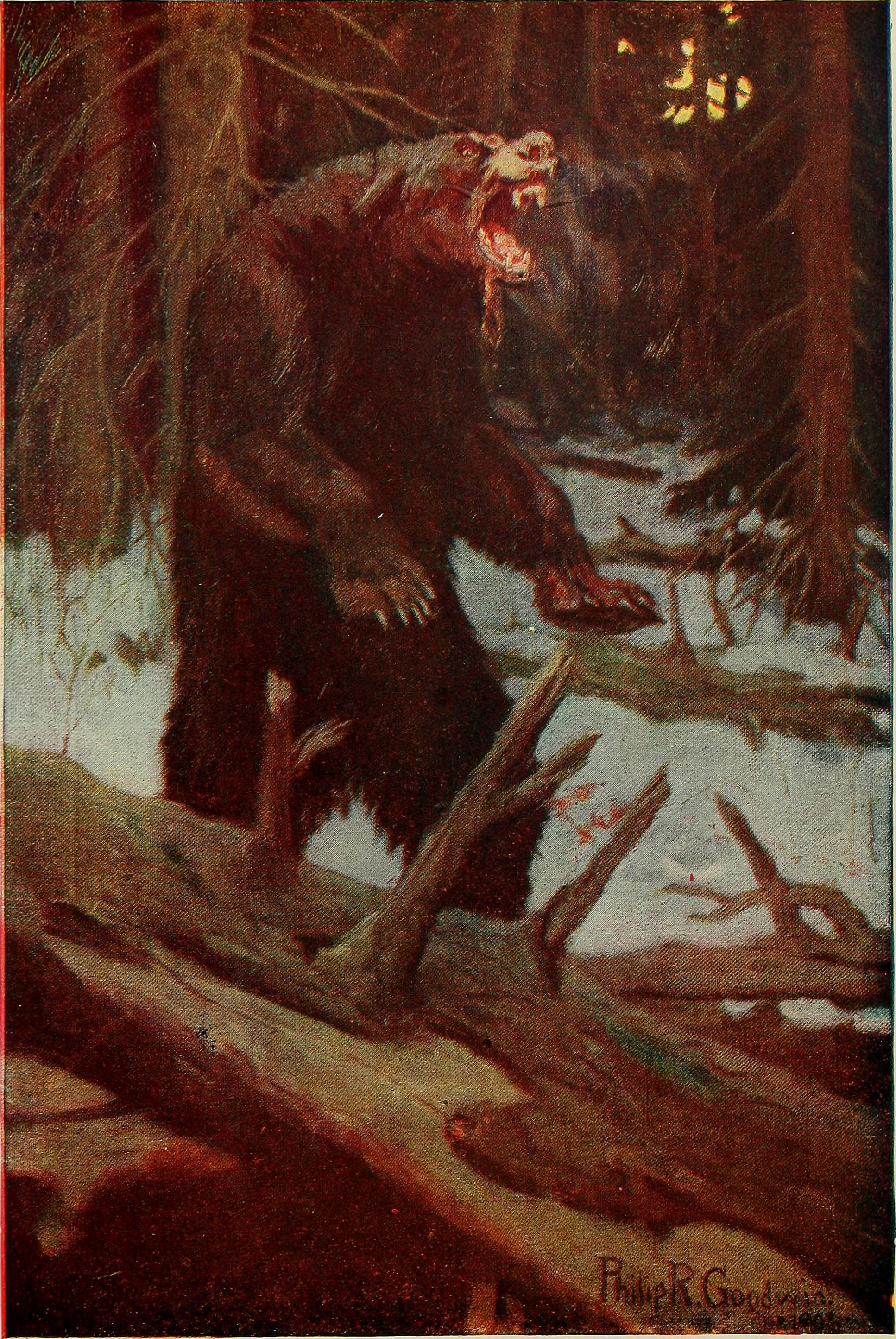
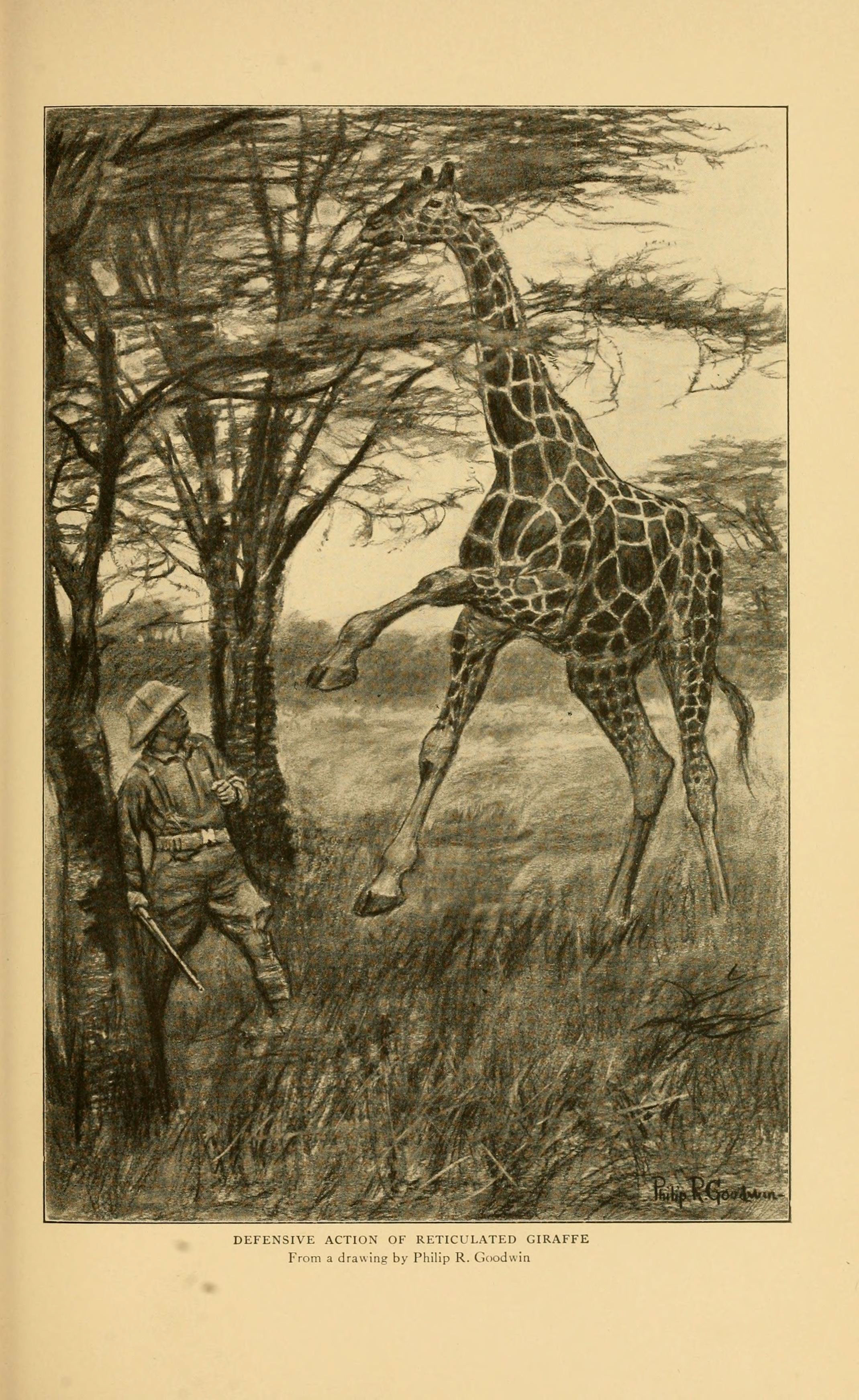
(1914)
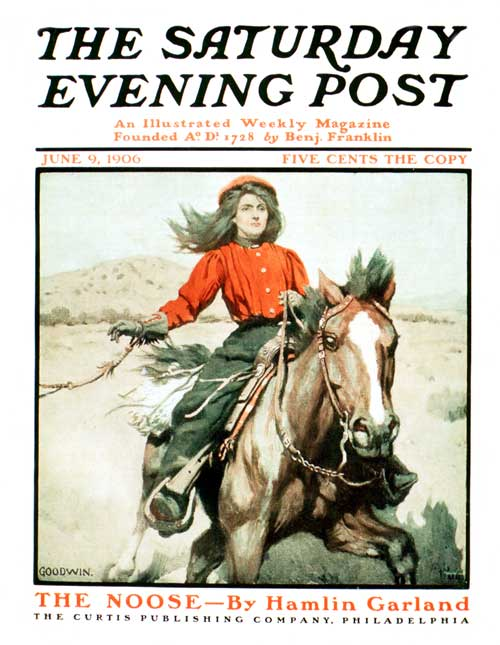
(1906)